# 石山 (喃吧哇縣)
石山（印尼語：Sungai Kunyit）是印度尼西亞西加里曼丹省喃吧哇縣下轄的一個鎮，位於該縣西北部，為喃吧哇縣與孟加影縣的交界，加里曼丹島建設中的港口丹戎布拉港處於該鎮。

## 地理
石山位於喃吧哇縣西部最北端的沿海地區，東接Sadaniang鎮，南連喃吧哇鎮，西臨卡里馬塔海峽，北邊與孟加影縣雙溪拉雅鎮相鄰。

## 政治

### 行政區劃
石山鎮現轄12個村：
1. 石山村
2. 孟達洛村 Mendalok
3. 三巴廊村 Semparong Parit Raden
4. 亞答港村
5. Sungai Bundung Laut村
6. Sungai Dungun村
7. 百富院港背村
8. Sungai Duri II村
9. Sungai Kunyit Dalam村
10. Sungai Kunyit Hulu村
11. Sungai Kunyit Laut村
12. Sungai Limau村